# Web API
Una API es una interfaz de programación de aplicaciones (del inglés API: Application Programming Interface). Es un conjunto de rutinas que provee acceso a funciones de un determinado software.
Son publicadas por los constructores de software para permitir acceso a características de bajo nivel o propietarias, detallando solamente la forma en que cada rutina debe ser llevada a cabo y la funcionalidad que brinda, sin otorgar información acerca de cómo se lleva a cabo la tarea. Son utilizadas por los programadores para construir sus aplicaciones sin necesidad de volver a programar funciones ya hechas por otros, reutilizando código que se sabe que está probado y que funciona correctamente.
En la web, las API's son publicadas por sitios para brindar la posibilidad de realizar alguna acción o acceder a alguna característica o contenido que el sitio provee. Algunas de las más conocidas son las API's de:
- Google Search
- Flickr
- Del.icio.us
- Amazon
- Google Maps

- Datos: Q557770